# Бладрейн (фільм)
«Бладрейн» (англ. BloodRayne) — пригодницький фільм 2005 року режисера Уве Болла за мотивами відеогри BloodRayne. Фільм отримав шість номінацій на премію «Золота малина».
У 2007 році вийшло продовження під назвою «Бладрейн 2: Звільнення», в якому роль Рейн зіграла Натассія Мальті.

## Сюжет
Практично жодного стосунку до першоджерела сюжет не має. Головним персонажем фільму є Рейн, диявольська суміш людської та вампірської крові — дампірша. На дампірів не впливає сонячне світло й розп'яття і вони не потребують людської крові (згодиться будь-яка кров). Рейн — дочка короля вампірів Кегана, що зібрав армію рабів (і людей, і вампірів) для знищення людства. Кеган зґвалтував матір Рейн, і, ще дівчинкою, вона стала свідком жорстокого вбивства матері його рукою.
Себастьян, Володимир і Катаріна є членами товариства Брімстоун — організації тих людей, що століттями борються з вампірами. Почувши про дампіршу, Володимир вирішує завербувати її в їх ряди, вважаючи, що лише вона може убити Кегана. Важлива частина сюжету зосереджена на трьох органах древнього вампіра, які можуть дати будь-якому вампірові імунітет проти їхніх основних слабкостей: свята вода (око), розп'яття (ребро) і сонячне світло (серце). Оскільки Кеган бажає роздобути всі три органи для того, щоб стати непереможним, героям необхідно зупинити його.

## У ролях
- Крістанна Локен — Рейн (BloodRayne)
- Майкл Медсен — Владимир
- Меттью Девіс — Себастьян
- Вілл Сандерсон[ru] — Домастир
- Джеральдіна Чаплін — гадалка
- Удо Кір — монах
- Міт Лоф — Леонід
- Майкл Паре — Янку
- Біллі Зейн — Ельрих
- Мішель Родрігес — Катаріна
- Бен Кінгслі — Кеган
- Деррен Шахлаві — священик
- Естебан Куето — Рок
- Мадалина Константин — Аманда
- Даніела Нейн — мати Рейн

## Прем'єри
- США: 6 січня 2006
- Росія: 16 лютого 2006
- Об'єднані Арабські Емірати: 15 березня 2006
- Канада: 7 квітня 2006
- Кувейт: 12 квітня 2006
- Японія: 29 квітня 2006
- Греція: 15 червня 2006
- Ліван: 15 червня 2006
- Угорщина: 27 червня 2006
- Польща: 14 вересня 2006 (зразу на DVD)